# La Chair (film, 1991)
Pour les articles homonymes, voir La Chair.
Pour plus de détails, voir Fiche technique et Distribution.
La Chair (La carne) est un film italien réalisé par Marco Ferreri, sorti en 1991.

## Synopsis
Paolo est un employé municipal qui, pendant son temps libre, travaille au piano-bar d'un local. Il est divorcé et a deux enfants qui vivent avec son ex-femme. Paolo se souvient souvent de sa mère et de sa première communion, au cours de laquelle il semble avoir vécu une expérience spirituelle troublante.
Dans la boîte de nuit de son ami Nicola, Paolo rencontre la jeune Francesca, juste sortie d'une relation avec un gourou indien, qui vient d'avorter et qui se sent seule. L'intimité se développe entre eux deux : selon Paolo, c'est l'accomplissement de l'« ultra sexe », une fusion qui complète et exalte tout, une fusion que Francesca lui assure grâce à une technique orientale spéciale, qui permet au partenaire un état de disponibilité permanente.
Ils s'enferment dans sa maison sur la plage au sud de Rome où, après avoir rempli le frigo, ils passent leur temps à manger et à faire l'amour, interrompus seulement par une rapide incursion des deux fils de Paolo qui lui rendent visite et d'un petit groupe d'amis. Mais Francesca, à un moment donné, pense telle une cigogne à partir vers d'autres rivages, tandis que Paolo comprend que pour « communiquer », il n'y a en réalité qu'une seule alternative : soit s'aimer totalement, soit déchirer ce corps féminin voluptueux, le mettre dans le réfrigérateur et le manger au bord de la mer face au soleil. Ainsi, après avoir fait l'amour de manière animale dans le chenil du chien bien-aimé Giovanni, l'angoisse folle de Paolo est satisfaite : il tue Francesca, la découpe et la conserve dans le réfrigérateur en la mangeant morceau par morceau.

## Fiche technique
- Titre original : La carne[1]
- Titre français : La Chair[2]
- Réalisation : Marco Ferreri

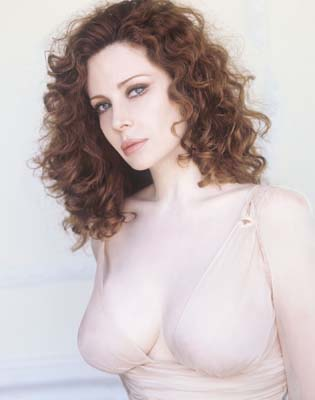
Francesca Dellera interprète Francesca.

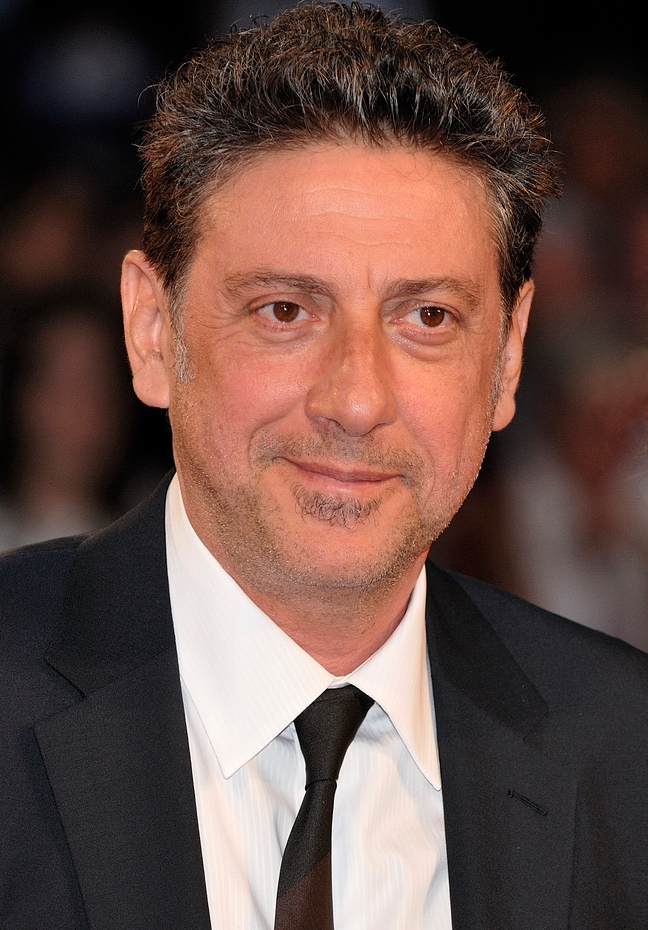
Sergio Castellitto interprète Paolo.

- Scénario : Liliana Betti, Massimo Bucchi (it), Paolo Costella et Marco Ferreri
- Photographie : Ennio Guarnieri
- Montage : Ruggero Mastroianni
- Décors : Stefano Pica
- Costumes : Nicoletta Ercole
- Production : Giuseppe Auriemma
- Société de production : M.M.D.
- Pays d'origine :  Italie
- Format : Couleurs - 35 mm - Stéréo
- Genre : drame, romance
- Durée : 90 minutes
- Dates de sortie :
  - Italie : 9 mai 1991
  - France : mai 1991 (Festival de Cannes 1991), 21 août 1991 (sortie nationale)

## Distribution
- Sergio Castellitto : Paolo Bellerio
- Francesca Dellera : Francesca
- Philippe Léotard : Nicola
- Farid Chopel : Aldo
- Petra Reinhardt : Giovanna
- Gudrun Gundelach : femme allaitant sur la plage
- Nicoletta Boris : patronne du bar
- Massimo Bucchi (it) : prêtre
- Sonia Topazio (it) : caissière de supermarché
- Pino Tosca : carabinier
- Eleonora Cecere : fille de Paolo
- Matteo Ripaldi (it) : fils de Paolo

## Production
Le titre La Chair a été suggéré à Marco Ferreri par Ciro Ippolito, qui devait initialement produire le film. Hippolyte avait sorti un film porno américain du même titre dix ans plus tôt. Au début, Marco Ferreri avait pensé à Paolo Villaggio pour le rôle principal, mais étant sous contrat avec Vittorio Cecchi Gori, il a été contraint de renoncer à lui.
Au cours du film, la partie de guitare flamenca, interprétée par Steve Howe, de la chanson Innuendo de Queen est jouée à plusieurs reprises.
Le groupe de rock italien Valentina Dorme a sorti un album en 2009 intitulé La carne, qui contient une chanson intitulée Marco Ferreri.

## Accueil critique
Pour la critique du site espagnol Fotogramas, « Le désir poussé à l'extrême du cannibalisme est un point de départ prometteur, mais il fait naufrage dans un récit balbutiant et confus ».
Pour Luca Biscontini, Francesca Dellera représente dans le film une « corne d'abondance de sexe et de chair, est prête à être sacrifiée sur l'autel du machisme, représenté par le toujours bon Sergio Castellitto, qui incarne le mâle immature, le fils non grandi d'une culture bigote et maternelle ». Dans La Chair, Ferreri ajoute à ses obsessions habituelles la composante chrétienne : « pour Paolo, manger une partie du corps généreux de Francesca équivaut à une eucharistie. Paul identifie quelque chose de divin dans la chair de Francesca : c'est le seul Dieu qu'il est capable de reconnaître ».

### Distinction
- Festival de Cannes 1991 : sélection en compétition[5]